# Antílope-azul
A palanca-azul (Hippotragus leucophaeus), também conhecida como antílope-azul, é uma espécie extinta de antílope que viveu na África do Sul e foi extinta no século XIX por volta de 1800. Pertence ao mesmo género que a palanca-negra e a palanca-vermelha (género Hippotragus), mas é menor que ambas. Foi por vezes considerada uma subespécie da palanca-vermelha, mas estudos genéticos confirmaram que se tratava de uma espécie distinta.
O maior espécime montado de palanca-azul tem 119 centímetros de altura na cernelha. Os seus cornos medem 56,5 centímetros ao longo da curvatura. A pelagem era de um azul-acizentado uniforme, com um ventre esbranquiçado. A testa era castanha, de uma cor mais escura que a face. A crina não era tão desenvolvida com nas palancas-negras e vermelhas; as orelhas eram mais curtas e não acabavam em negro; e tinha um tufo de pelo mais escuro na cauda e dentes menores. Também lhe faltavam os padrões contrastantes de branco e preto que é visto na cabeça dos seus parentes mais próximos. A palanca-azul pastava, e pode ter parido quando havia maior precipitação, e maior disponibilidade de ervas. Estava restrito ao sudoeste da Península do Cabo quando encontrado por europeus, mas evidências fósseis e pinturas rupestres mostram que chegou a ter uma distribuição mais alargada.
Os europeus encontraram a espécie no século XVII, mas era já pouco comum na altura. Isso pode ter sido devido à redução do seu habitat preferido de pastagens  a uma área de 4 300 quilómetros quadrados, principalmente ao longo da costa sul da África do Sul. Mudanças do nível do mar durante o início do Holoceno podem também ter contribuido para o seu declínio. A primeira publicação que menciona o antílope-azul data de 1681, e algumas descrições do animal foram escritas enquanto ele ainda existia. As poucas ilustrações do século XVIII parecem ter sido baseadas em espécimes empalhados. Caçada por colonos europeus, nomeadamente britânicos e holandeses, o antílope-azul entinguiu-se por volta de 1800. Foi o primeiro mamífero africano de grande porte a se extinguir em tempos históricos, seguido pela quagga em 1883. Apenas quatro espécimes montados permanecem em museus em Leida, Estocolmo, Viena e Paris, assim com alguns crânios e cornos em vários outros museus.

## Taxonomia e etimologia

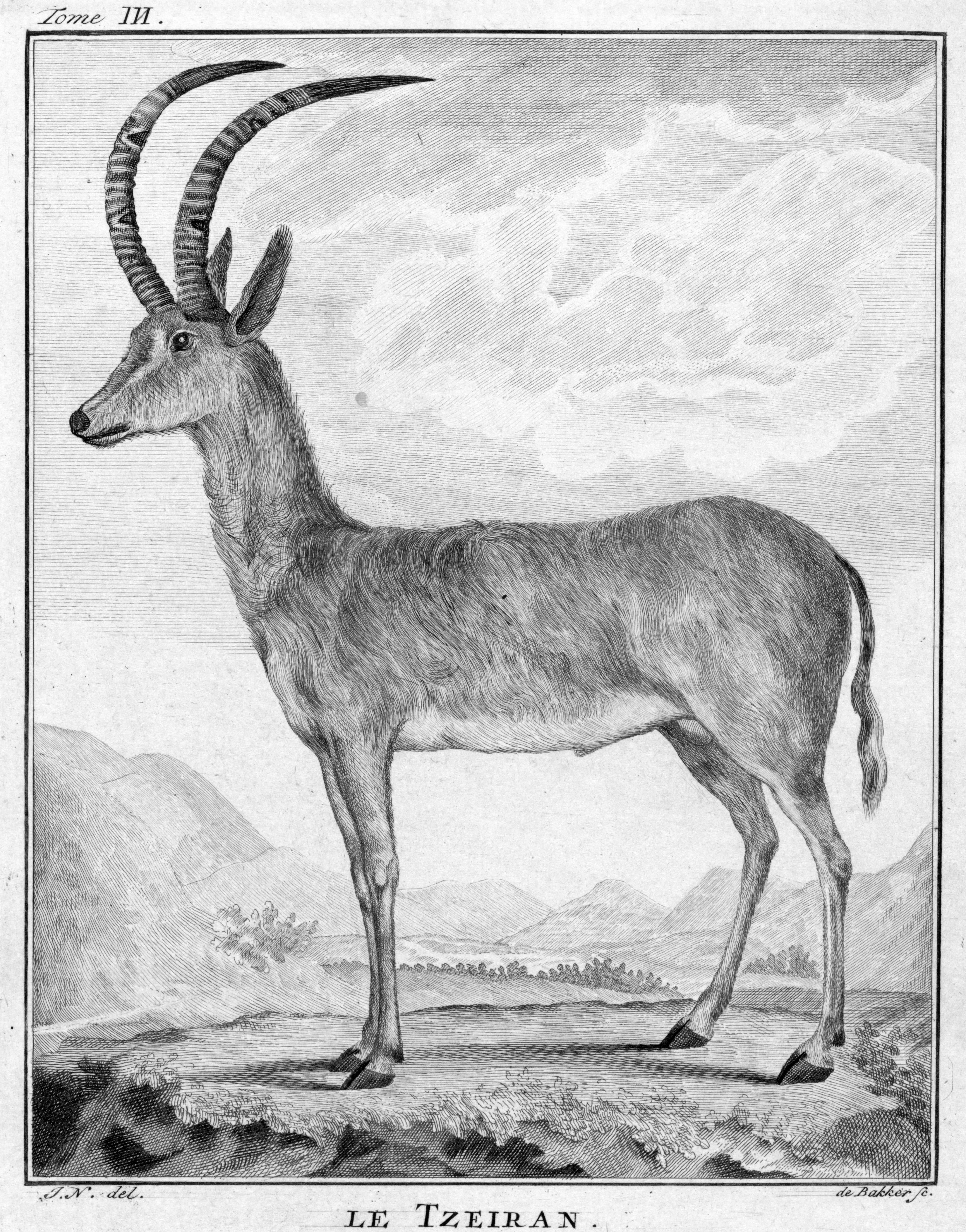
Ilustração de 1778 por Allamand, baseado no espécime tipo em Leida.

Em 1776, o zoólogo alemão Peter Simon Pallas descreveu formalmente o antílope-azul como Antilope leucophaeus. Em 1853, o zoólogo holandês Coenraad Jacob Temminck afirmou que o espécime-tipo era uma pele de um adulto macho no Museu de História Natural de Leiden (então denominado Rijksmuseum van Natuurlijke Historie), recolhido em  Swellendam e presente em Haarlem antes de 1776. Desde então foi questionado se este seria mesmo o espécime-tipo, mas em 1969 os zoólogos holandeses Antonius M. Husson e Lipke Holthuis seleccionaram-no como o lectótipo de uma série de síntipos, uma vez que Pallas pode ter baseado a sua descrição em múltiplos espécimes.
Em 1846, o zoólogo sueco Carl Jakob Sundevall mudou a palanca-azul e os seus familiares mais próximos para o género Hippotragus. Ele tinha nomeado este género em 1845 para a palanca-vermelha (H. equinus). Esta revisão foi aceite por outros escritores, tal como os zoólogos britânicos Philip Sclater e Oldfield Thomas, que restringiram o género Antilope ao Antilope cervicapra em 1899. Em 1914, o nome Hippotragus foi submetido para nomen conservandum (para que nomes mais antigos e não usados pudessem ser suprimidos) à Comissão Internacional de Nomenclatura Zoológica (ICZN) com o antílope-azul como espécie-tipo. Contudo, não foi observado, e mais tarde foi suprimido pelo ICZN, que a nomeação original do género de 1845 tinha a palanca-vermelha como espécie única, o que levou a alguma confusão taxonómica. Em 2001, o ecólogo britânico Peter J. Grubb propôs que o ICZN deveria rescindir a sua supressão da nomeação de 1845 e tornar a palanca-vervelha a espécie-tipo de Hippotragus, uma vez que pouco é sabido sobre o antílope-azul para que este seja uma espécie-tipo fiável.  Isto foi aceite pela comissão em 2003.
De acordo com o livro de 1967 da zoóloga alemã Erna Mohr, o relato de 1719 do Cabo da Boa Esperança publicado pelo viajante Peter Kolbe parece ser a primeira publicação contendo menção da espécie. Kolbe também incluíu uma ilustração, que Mohr acreditava ter sido baseada em memória e notas. Em 1975, Husson e Holthuis examinaram a versão original em holandês do livro de Kolbe e concluíram que a ilustração não representava um antílope-azul, mas antes um Tragelaphus strepsiceros, e que o erro era devido a uma má tradução para alemão. A primeira ilustração da palanca-azul publicada terá sido então uma representação de um corno de 1764.  Foi também apontado que o animal já tinha sido mencionado (como "blaue Böcke") numa lista de mamíferos de África do Sul em 1681.

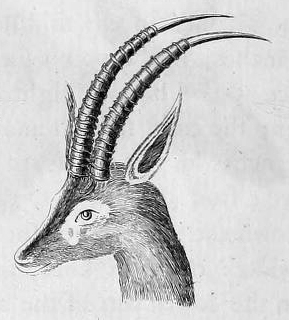
Ilustração de uma cabeça por Pennant, 1771 a segunda ilustração publicada da espécie.

O naturalista galês Thomas Pennant fez a ilustração que foi publicada a seguir, e incluiu uma descrição do antílope, chamando-o de "blue goat" (cabra azul), no seu Synopsis of Quadrupeds de 1771, baseado numa pele do Cabo da Boa Esperança, comprada de Amesterdão. Em 1778, um desenho do naturalista suíço-holandês Jean-Nicolas-Sébastien Allamand foi incluído no Histoire Naturelle de Georges-Louis Leclerc, conde de Buffon; chamou-o de tzeiran, o nome siberiano para a gazela-persa (Gazella subgutturosa). A ilustração terá sido provavelmente baseada no espécime de Leiden. Esta ilustração é a primeira que mostra o animal por inteiro. Um outro registo do antílope-azul aparece nas memórias de viagem do explorador francês François Levaillant, publicado na década de 1780, descrevendo a sua missão de descobrir a terra a oriente do Cabo da Boa Esperança, "Hottentots Holland". O zoólogo alemão Martin Lichtenstein escreveu sobre a palanca-azul em 1812, mas a espécie foi mencionada menos frequentemente em literatura posterior.
Actualmente, apenas permanecem quatro peles montadas da palanca-azul: o macho adulto de Leida, uma jovem fêmea no Museu Sueco de História Natural, uma fêmea adulta no Naturhistorisches Museum de Viena, e um macho adulto no Museu Nacional de História Natural de Paris. Uma outra pele montada esta hospedada no Museu Zoológico de Uppsala até ao século XIX, mas agora apenas os cornos permaneceram. Também há registos de uma pele em Haarlem, mas o seu paradeiro actual é desconhecido. Várias destas peles foram identificadas em ilustrações do século XVIII. Um crânio feminino faz parte da colecção do Museu Hunterian e do Museu Zoológico de Amsterdão, embora tenha sido sugerido que o do Hunterian pertença a um exemplar de palanca-negra (H. niger). Um par de cornos está presente tanto no Museu de História Natural de Londres como no Museu Sul Africano. Esqueletos foram encontrados tanto em contextos arqueológicos como paleontológicos.
A espécie é conhecida em Afrikaans pelo nome "blaubock", "blaawwbok" ou "blawebok", que é traduzido para inglês como "bluebuck" ou "blue antelope" (antílope azul). O nome genérico Hippotragus é grego para "cavalo-cabra", enquanto o nome específico é uma fusão de duas palavras gregas: leukos ("branco") e phaios ("brilhante").

### Evolução

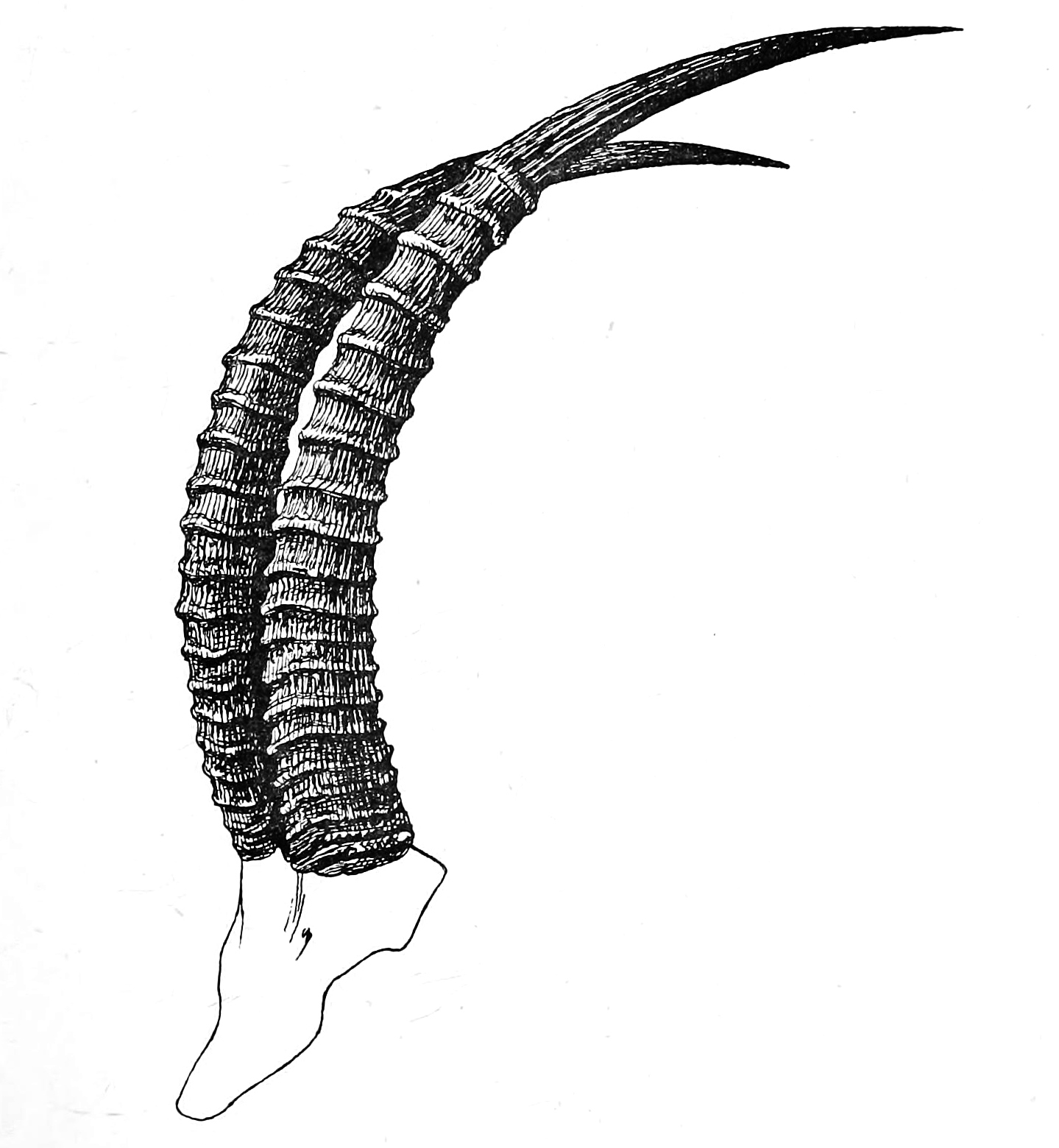
Osso frontal com cornos, Museu de História Natural de Londres.

Baseado em estudos de morfologia, a palanca-azul foi historicamente classificada quer como uma espécie distinta como uma subespécie da palanca-vermelha. Depois da sua extinção, alguns naturalistas no século XIX começaram a duvidar da sua validade como uma espécie, com alguns a crer que os espécimes de museu eram palancas-vermelhas pequenas ou imaturas, e as duas espécies foram juntas sobre o nome A. leucophaeus pelo zoólogo inglês George Robert Gray em 1821. O zoólogo austríaco Franz Friedrich Kohl apontou características distintivas da palanca-azul em 1866, seguido por Sclater e Thomas, que rejeitaram a sinonímia em 1899.
Em 1974, o biólogo americano Richard G. Klein mostrou, baseado em fósseis, que a palanca-azul e a palanca-vermelha ocorreram em simpatria nas planícies costeiras desde Oakhurst até Uniondale durante o Holoceno inferior, o que suporta o seu estatuto como espécies distintas. Em 1996, uma análise do DNA mitocondrial extraído do espécime de Viena mostrou que está fora do clado que contém a palanca-vermelha e a palanca-negra. O estudo por isso conclui que a palanca-azul é uma espécie distinta, e não somente uma subespécie da palanca-vermelha. O cladograma abaixo mostra a posição da palanca-azul em relação às espécies mais próximas, de acordo com a análise de 1996:

|  | Damaliscus pygargus phillipsi |
|  |                               |
|  | D. p. pygargus                |
|  |                               |

|  | Antílope-azul (H. leucophaeus)                                                             |
|  |                                                                                            |
|  | \| \| Palanca-vermelha (H. equinus) \| \| \| \| \| \| Palanca-negra (H. niger) \| \| \| \| |
|  |                                                                                            |
|  | Palanca-vermelha (H. equinus)                                                              |
|  |                                                                                            |
|  | Palanca-negra (H. niger)                                                                   |
|  |                                                                                            |

|  | Palanca-vermelha (H. equinus) |
|  |                               |
|  | Palanca-negra (H. niger)      |
|  |                               |

|  | Damaliscus pygargus phillipsi |
|  |                               |
|  | D. p. pygargus                |
|  |                               |

|  | Antílope-azul (H. leucophaeus)                                                             |
|  |                                                                                            |
|  | \| \| Palanca-vermelha (H. equinus) \| \| \| \| \| \| Palanca-negra (H. niger) \| \| \| \| |
|  |                                                                                            |
|  | Palanca-vermelha (H. equinus)                                                              |
|  |                                                                                            |
|  | Palanca-negra (H. niger)                                                                   |
|  |                                                                                            |

|  | Palanca-vermelha (H. equinus) |
|  |                               |
|  | Palanca-negra (H. niger)      |
|  |                               |

Em 2017, reconstrução do genoma DNA mitocondrial inteiro extraído dos cornos presentes na colecção de Uppsala colocou o antílope-azul como irmão da palanca-negra, contradizendo os resultados de 1996 (ver cladograma abaixo).).
|  | Addax (Addax nasomaculatus) |
|  |                             |
|  | Oryx (Oryx spp.)            |
|  |                             |

|  | Palanca-vermelha (H. equinus)                                                               |
|  |                                                                                             |
|  | \| \| Antílope-azul (H. leucophaeus) \| \| \| \| \| \| Palanca-negra (H. niger) \| \| \| \| |
|  |                                                                                             |
|  | Antílope-azul (H. leucophaeus)                                                              |
|  |                                                                                             |
|  | Palanca-negra (H. niger)                                                                    |
|  |                                                                                             |

|  | Antílope-azul (H. leucophaeus) |
|  |                                |
|  | Palanca-negra (H. niger)       |
|  |                                |

|  | Addax (Addax nasomaculatus) |
|  |                             |
|  | Oryx (Oryx spp.)            |
|  |                             |

|  | Palanca-vermelha (H. equinus)                                                               |
|  |                                                                                             |
|  | \| \| Antílope-azul (H. leucophaeus) \| \| \| \| \| \| Palanca-negra (H. niger) \| \| \| \| |
|  |                                                                                             |
|  | Antílope-azul (H. leucophaeus)                                                              |
|  |                                                                                             |
|  | Palanca-negra (H. niger)                                                                    |
|  |                                                                                             |

|  | Antílope-azul (H. leucophaeus) |
|  |                                |
|  | Palanca-negra (H. niger)       |
|  |                                |

## Descrição

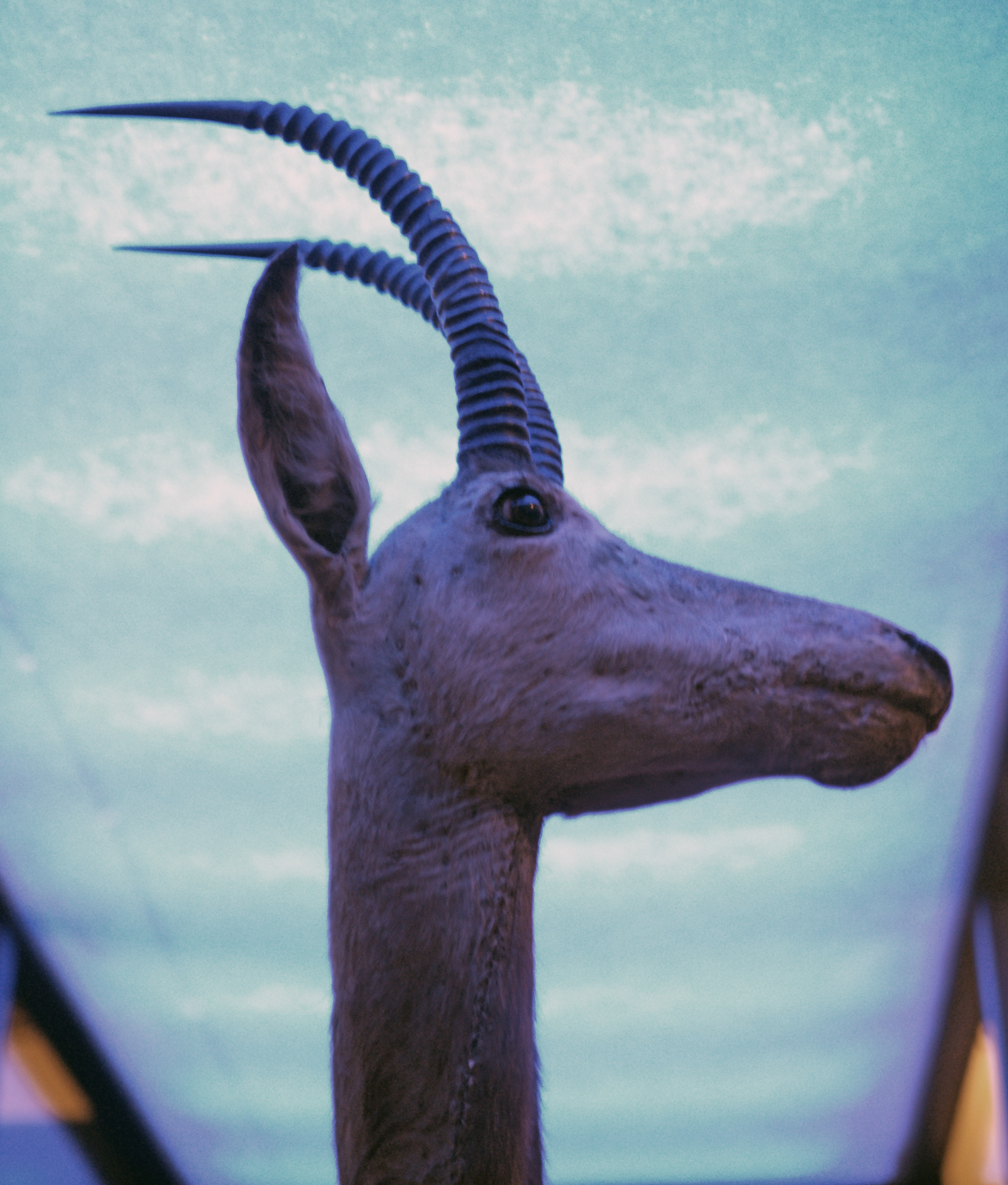
Cabeça do espécime de Viena.

O antílope-azul macho adulto em Leida tem 119 cm de altura no cachaço, e é possivelmente o espécime de maior porte conhecido. De acordo com Sclater e Thomas, o espécime de Paris, um macho, é o mais alto com 11 cm nos ombros; o espécime de Viena, uma fêmea, é o mais baixo com 100 cm. O antílope-azul era notavelmente mais baixo que a palanca-vermelha e -negra, e por isso o mais baixo do seu género.
A pelagem era um azul-acizentado uniforme, com ventre pálido esbranquiçado, que não era contrastado nos flancos. Os membros tinham uma linha escura subtil ao longo da superfície frontal. A testa era castanha, mais escura do que a face, e o lábio superior e mancha em frente aos olhos era mais claro do que o corpo. A crina estava direccionada para a frente e não tão desenvolvidas como nas outras palancas, e não tinha juba pelo pescoço. Outras diferenças entre a palanca-azul e os seus parentes extantes inclui as suas orelhas serem mais curtas e não terminarem em preto, um tudfo de pelo na cada mais escuro( embora pouco mais escuro do que a sua cor geral), e dentes mais curtos. A palanca-azul também não tinha os padrões pretos e brancos contrastantes vistos nas cabeças dos seus parentes próximos
Como as peles antigas estão prosumivelment esbatidas, pode ser difícil reconstruir a cor original da palanca-azul a partir delas. Pennant observou que os olhos tinham manchas brancas por baixo e que o ventre era branco; a pelagem era de um "azul fino" em espécimes vivos, mas mudava para "cinzento azulado, com uma mistura de branco" em animais mortos. Também sugeriu que o comprimento do cabelo da palanca-azul e a morfologia dos seus cornos formavam uma ligação entre antílopes e cabras. Descreveu também as orelhas como pontiagudas e com mais de 23 cm de comprimento e a cauda com 18 cm, terminando com um tufo de 6 cm.

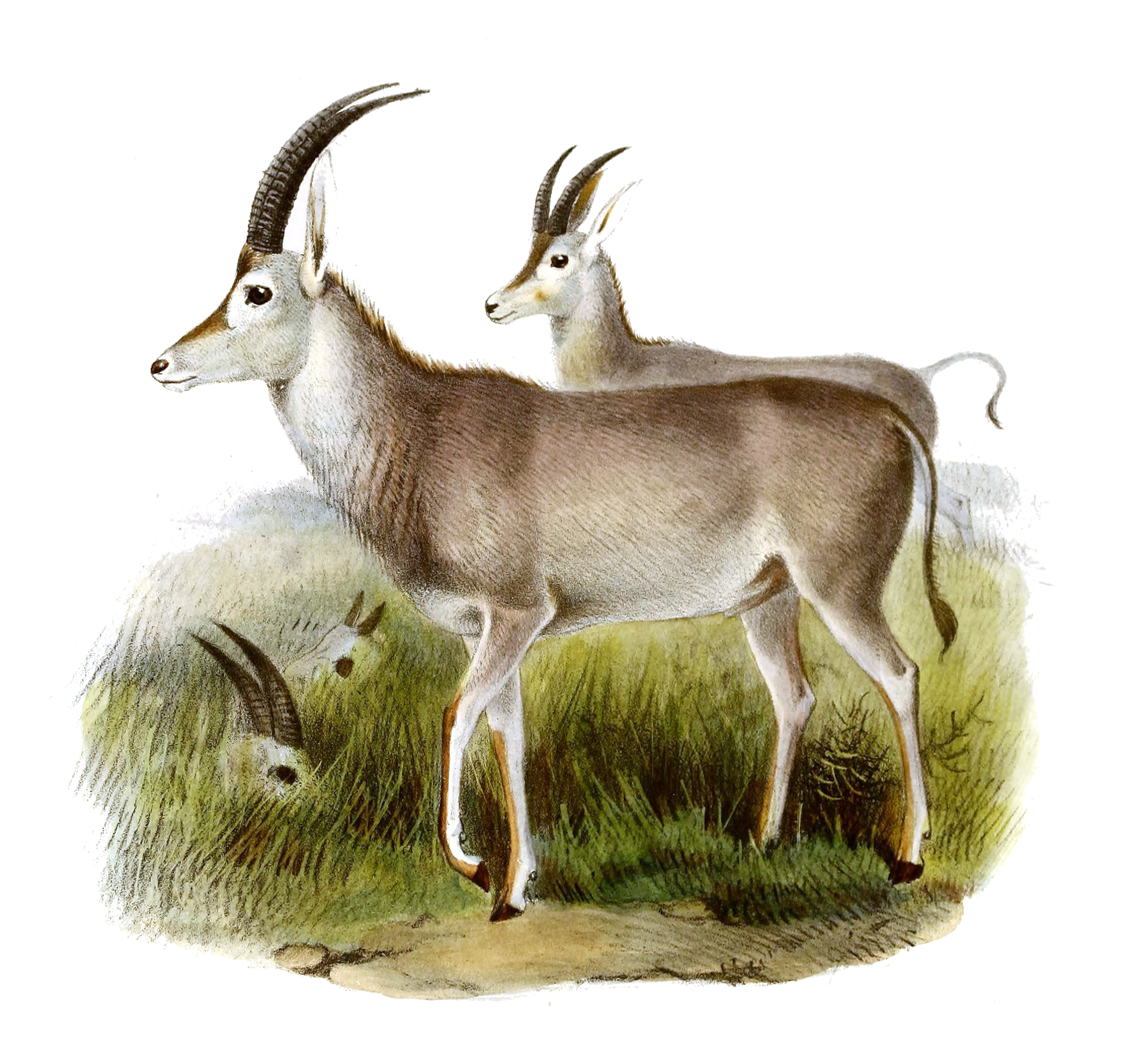
Ilustração de um macho e uma fêmea, por Joseph Smit e Joseph Wolf, anterior a 1899; a imagem pode ser baseada no espécime de Paris, e a juba à volta do pescoço talvez esteja demasiado comprida na representação.

Os cornos da palanca-azul eram significativamente mais curtos e finos do que os da palanca-vermelha, mas talvez proporcionalmente mais compridos. Os cornos do espécime de Leida mediam 56,5 cm ao longo da curvatura. Os cornos presentes no Hunterian Museum estão espaçados 9,8 cm entre eles e têm quase 51 cm de comprimentos com uma circunferência basal de quase 15 cm. Segundo Pennant, o comprimento do corno é 51 cm. Além disso, ele refere também que os cornos, afiados e com curvatura para trás, consistem de vinte anéis. Esta descrição é concordante com os cornos preservados no Hunterian Museum. A crânio no Hunterian mede 39.6 cm de comprimento. Os cornos da palanca-azul parecem ter pedículos ocos (estruturas ósseas de onde os cornos emergem).

## Comportamento e ecologia
A palanca-azul, como dito por Klein, extinguiu-se antes que "cientistas qualificados pudessem fazer observações em espécimes vivos". De acordo com descrições históricas, a palanca-azul formava grupos de até 20 indivíduos. Semelhanças com as palancas vermelha e negra em termos de morfologia dentária fazem com que seja altamente provável que a palanca-azul predominantemente pastava selectivamente, alimentando-se principalmente de ervas. A fila de pré-molares era mais comprida do que em outros do género, implicando a presença de dicotiledóneas na dieta. Um estudo de 2013 pelo paleontólogo australiano Tyler Faith e colegas notou a escazzes de evidências morfológicas que mostrem que a palanca-azul conseguia sobreviver os verões na margin ocidental da região floral do Cabo (CFR), quando as ervas não são nem palatáveis nem nutritivas. Isto pode ter induzido uma migração oeste-este, porque a margem oriental recebe precipitação durante o ano todo enquanto que na margem ocidental está limitada ao inverno.
Uma descrição do século XVIII sugere que as fêmeias poderiam ter deixado os seus vitelos recém-nascidos em isolamento e voltariam regularmente para amamentá-los até que os vitelos fossem velhos suficientes para se juntarem a um rebanho, à semelhança do comportamento das palancas-vermelha e negra. À semelhança de outros antílopes que pastam, a palanca-azul provavelmente nascia onde a precipitação atingia um pico máximo, o que aumentava a disponibilidade de ervas. Tais locais podiam ser a margem ocidental da CFR durante o inverno e a margem oriental da CFR durante o verão. Faith e colegas descobriram que a ocorrência de juvenis em fósseis de palanca-azul decresce linearmente de oeste para este, indicando que a maior parte dos nascimentos ocorria na CFR ocidental, devido à preferência por precipitação, pode também ser assumido que a maior parte dos nascimentos ocorria durante o inverno, quando a CFR ocidental recebia a maior parte da precipitação. A migração anual de oeste para este teria seguido no verão, em concordância com o maior número de juvenis adultos no leste que se teriam juntado a rebanhos. Fósseis juvenis também ocorrem em outros locais ao longo da distribuição, mas parecer estar concentrados na CFR ocidental.

## Distribuição e habitat

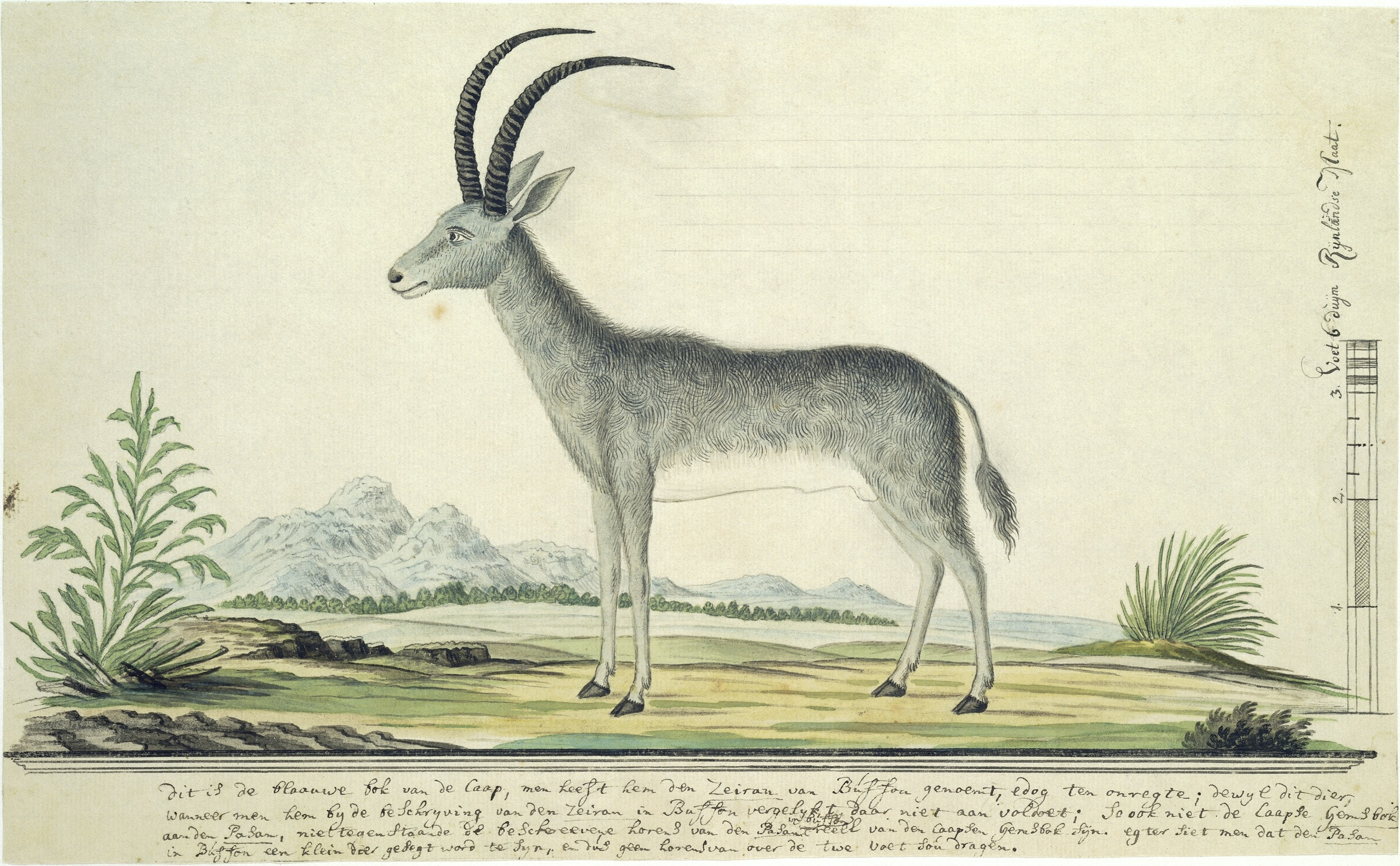
Ilustração do fim do século XVIII por Robert Jacob Gordon, possivelmente mostrando a pele de Paris

A palanca-azul é endémica de África do Sul, e estava confinada ao sudoeste da Península do Cabo. Um estudo de 2003 estimou a extensão do domínio histórico da palanca-azul em 4300 km², principalment ao longo da costa setentrional de África do Sul; fósseis, no entanto, foram descovertos numa área mais abrangente que inclui a CFR setentrional e ocidentar e até as terras altas do Lesoto. Registos históricos dão uma estimativa geral da sua distribuição. A 20 de Janeiro de 1774, o naturalista sueco Carl Peter Thunberg registou um avistamento em Tigerhoek, Mpumalanga. Em Março ou Abril 1783, Levalliant afirmou ter testemunhado dois espécimes em Soetemelksvlei, Cabo Ocidental. Baseado nestas notas, um estudo de 2009 pelo zoólogo sulafricano Graham I. H. Kerley e colegas estimaram que a área de distribuição da palanca-azul era limitada dento de uma área triangular no Cabo Ocidental, limitado por Caledon a oeste, Swellendam a nordeste e Bredasdorp a sul. Pinturas rupestres no vale do Rio Caledon na província de Estado Livre na África do Sul oriental foram identificadas como palanca-azul, o que também confirma a distribuição anterior mais abrangente da espécie.

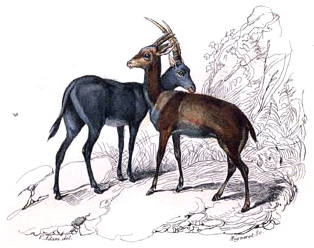
Ilustração de uma palanca-azul e um antílope-salta-rochas, 1851

Em 1974, Klein estudou os fósseis de espécies de Hippotragus na África do Sul. Descobriu então que a maior parte destes representavam a palanca-azul e a palanca-vermelha. O registo fóssil sugeria que a palanca-azul ocorria em grandes números durante o último período glacial (quase há 0,1 milhões de anos), e era mais comum do que antílopes simpátricos. A palanca-zul podia adaptar-se a habitats mais abertos do que conseguia a palanca-vermelha, uma diferença notória entre as espécies. Fósseis de palanca-azul foram encontrados nas Grutas do Rio Klaises e na Nelson Bay Cave (perto de Plettenberg Bay) e Swartklip (a oeste das Hottentots Holland Mountains). Em 2013, Faith e colegas notaram que a CFR ocidental e setentrional estavam separadas por barreiras biogeográficas, tais como Cape Fold Belt e florestas afro-montanhas. Um estudo de 2011 sugere que níveis do mar baixos facilitaram migrações de grandes mamíferos; por isso a subida do nível do mar no início do Holoceno teria levado a populações de palanaca-azul fragmentadas e distanciado muitas populações da costa ocidental (fósseis datando deste período são escasso na costa ocidental mas foram registados na costa setentrional). Por isso, uma extinção em massa pode ter ocorrido, deixando principalmente as populações que permaneceram CFR ocidental mais rica em recursos. As causas do drástico declínio em populações de antílope-azul antes dos séculos XV e XVI não foram investigados; competião com gado e deterioração de habitat podem ter sido grandes factores na sua diminuição.
Em Faith et al 2013, foi além disso sugerido que o antílope-azul provavelmente favorecia habitats de pastagem. Esta hipótese é apoiada em evidência fóssil — fósseis de palanca-azul aparecem em números significativos juntamente com fósseis de antílopes que habitam pastagens. Kerley et al. 2009 sugeriu que a palanca-azul frequentava pastagens e evitava áreas florestadas e matagais. Em um estudo de 1976 de fóseis do Cabo Setentrional, Klein observou que as preferências de habitat da palanca-azul eram similares às do búfalo-africano (Syncerus caffer) e do chango (Redunca).

## Extinção

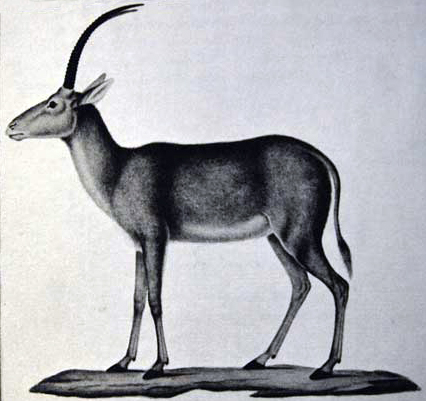
Desenho do espécime de Leida, por Levaillant, 1781

Devido à pequena área de distribuição da palanca-azul quando do povoamento Europeu da região do Cabo nos séculos XVII e XVIII comparado com a muito maior área evidênciada pelo registo fóssil, pensa-se que esta espécie já estaria em declínio antes desta altura. A palanca-azul era a única espécie na região até 70 mil–35 mil anos atrás, mas a palanca-vermelha parece ter ficado predominante há 11 mil anos. Isto pode ter coincidido com a substituição de pastagens por, por exemplo, matagal e floresta, por isso reduzindo o que é presumido ser o habitat preferido da palanca-azul, as pastagens. O efeito da mudança do nível da água do mar no início do Holoceno pode também ter tido um papel no declínio da espécie, e deixou apenas a população do sul como sobrevivente em tempos históricos.
A palanca-azul foi caçada até à extinção por colonizadores europeus; em 1774 Thunberg notou que se estava a tornar cada vez mais raro. O biólogo alemão Hinrich Lichtenstein indicou que o último antílope tinha sido atingido em 1799 ou 1800 A palanca-azul é o primeiro grande mamífero africano a se extinguir com registo histórico, seguido pela quagga (Equus quagga quagga), que desapareceu em 1883. Por volta da altura em que se extinguiu, a palanca-azul ocorria no que viria a ser conhecida como a região Overberg (Cabo Ocidental), provavelmente concentrada em Swellendam. Em 1990, o zoólogo sul-africano Brian D. Colohan argumentou que um relatório de uma testemunha de 1852 do avistamento de um "gemsbok bastardo" perto de Bethlehem, na verdade se referia a uma palanca-azul, cinquenta anos após a morte do último indivíduo em Swellendam. A Lista Vermelha da UICN aceita a data de extinção dada por Lichtenstein.

## Importância cultural
As pinturas rupestres de palanca-azul no vale do rio Caledon foram atribuídas ao povo San. Elas mostram seis antílopes defronte um homem, e foram supostamente inspiradas por transe xamanistico; podem representar um San a visitar o mundo dos espíritos através de um túnel. Os San possivelment acreditavam que a palanca-azul tinha uma potência sobrenatural, como outros animais no seu ambiente. Os animais nas pinturas são semelhantes em proporção às reduncas, mas as grandes orelhas, cornos e ausência de juba excluem outras espécies que não sejam a palanca-azul.
Uma fábula sul-africana, The Story of the Hare ("A História da Lebre"), menciona uma palanca-azul (referida como inputi) que, juntamente com outros animais, é nomeada guardiã de um kraal. A palanca-azul também é mencionada no Cinco Semanas em Balão (1863) do escritor francês Júlio Verne; o animal é descrito como um "animal superbo de uma coloração pálida-azulada sobre o cinzento, mas com o ventre e o interior das pernas tão brancas como a neve".